# Mataveri nemzetközi repülőtér
A Mataveri nemzetközi repülőtér (spanyolul: Isla de Pascua Airport) a Húsvét-szigeten található. A szárazföldektől legtávolabbi repülőtér. Tőle legközelebb a chilei Santiago de Chile (SCL) repülőtere fekszik, ami 3760 km-re található. Innen rendszeres repülőjáratok indulnak a szigetre a chilei LAN Airlines kezelésében. Más légitársaságok nem repülnek a szigetre. A repülőtér a sziget délnyugati csücskében helyezkedik el, szinte egyik parttól a másikig nyúlik.
A turisták túlnyomó többsége a Moai szobrok megtekintése miatt érkezik. Kisebb részük átutazóban van Papeeteből/be (Tahiti).
A rendszeres repülőjáratok 1967-ben kezdődtek egy havonta közlekedő DC-6B repülőgéppel. 1970-ben már heti járatok voltak Boeing 707-tel. 1971-ben Tahiti is utazási kiindulópont lett.
A repülőtér a NASA Space Shuttle programjában vészhelyzeti leszállóhelyként volt számon tartva, amikor az űrsikló indulását a Vandenberg légitámaszpontról tervezték, a gyakorlatban azonban nem használták ilyen célra. 1987-ben az egyetlen kifutópályát meghosszabbították mai 3318 m-es méretére, amivel szélestörzsű repülőgépek fogadására is alkalmassá vált. A LAN ide Boeing 767 gépekkel repül.

## Desztinációk
- Arturo Merino Benítez nemzetközi repülőtér, Santiago de Chile, Chile (az út kb. 5,5 óra)
- időszakos: Jorge Chávez nemzetközi repülőtér, Lima, Peru
- Papeete, Tahiti

## Fordítás
- Ez a szócikk részben vagy egészben  a   Mataveri International Airport című angol Wikipédia-szócikk fordításán alapul.  Az eredeti cikk szerkesztőit annak laptörténete sorolja fel. Ez a jelzés csupán a megfogalmazás eredetét és a szerzői jogokat jelzi, nem szolgál a cikkben szereplő információk forrásmegjelöléseként.